# (10010) Rudruna
(10010) Rudruna est un astéroïde de la ceinture principale.

## Description
(10010) Rudruna est un astéroïde de la ceinture principale. Il fut découvert le 9 août 1978 à Nauchnyj par Nikolaï Tchernykh et Lioudmila Tchernykh. Il présente une orbite caractérisée par un demi-grand axe de 2,47 UA, une excentricité de 0,15 et une inclinaison de 6,4° par rapport à l'écliptique.
Il a été nommé d'après les initiales de la Rossijskij Universitet Druzhby Narodov.

## Compléments